# 加藤凪海
加藤 凪海（かとう ななみ、1998年12月11日 - ）は、日本のタレント・モデル。愛知県名古屋市出身。有限会社Bright所属。
東海地方を拠点に活動している。

## 来歴
学校の職業体験で東海テレビを訪れたことで、メディア関係の仕事に興味を持つ。
2015年、高校2年生の時にソニーミュージックが開催した「夏色ヒロイン オーディション」で応募総数1,560人の中からグランプリを獲得。
2016年にデビュー。以後、タレントやモデル活動を行っている。
2024年3月末、事務所との契約を終了。あわせて芸能界を引退予定。
2025年以降も活命茶 リラックスブレンドのCMに関しては中北薬品の意向もあり引き続き放映されている。衣装は白いワイシャツと活命茶の茶色の色合いを意識した麦藁帽子とサスペンダー付きのスラックスである。

## 人物
名前の「凪海」は本名。両親が「静かな海のように穏やかに育ってほしい」という思いを込めて名付けた。
趣味は切り絵。アニメキャラクターの切り絵をSNSにも投稿している。

## 出演

### テレビ番組
- とってもワクドキ！（三重テレビ、2018年）
- 黒ちゃんねる（テレビ愛知、2020年 - ）
- Mieライブ（三重テレビ）
- まじつり（CACチャンネル、2021年 - ）

### CM
- ミラコット WEB CM（ダイハツ、2019年）
- ネクステージTVCM（ネクステージ、2021年）
- 活命茶 リラックスブレンド（中北薬品、2021年）
- ENEOSジェネレーションズ WEBムービー（ENEOS、2021年）
- CHEER証券 TVCM（CHEER証券、2022年）
- 浜名湖自動車学校 TVCM（ハマIN自動車学校、2023年）

### イメージキャラクター
- エアカラーズイメージモデル（2016年）
- プレイランドキャッスル 4代目イメージキャラクター（真城ホールディングス、2019年4月 - 2021年3月）
- ジェームス広告モデル（ジェームス、2021年）